# Emil Holub

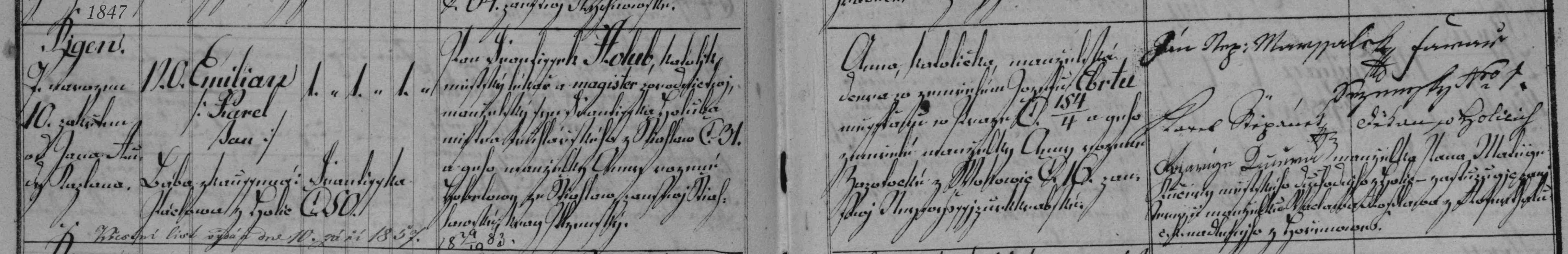
matriční zápis o narození a křtu Emila Holuba (matrika N 1845–1853 Holice, SOA v Hradci Králové)

Emil Holub, křtěný Emilian Karel Jan Holub (7. října 1847 Holice – 21. února 1902 Vídeň) byl český lékař, cestovatel, kartograf a etnograf v Africe. Během dvou pobytů v jižní Africe v letech 1872–1879 a 1883–1887 zde vykonal několik vědeckých výprav a pořídil rozsáhlou přírodovědnou a etnografickou sbírku. Na jeho druhé expedici jej doprovázela jeho manželka, spolupracovnice Růžena (Rosa) Holubová.

## Životopis

### Mládí a studia

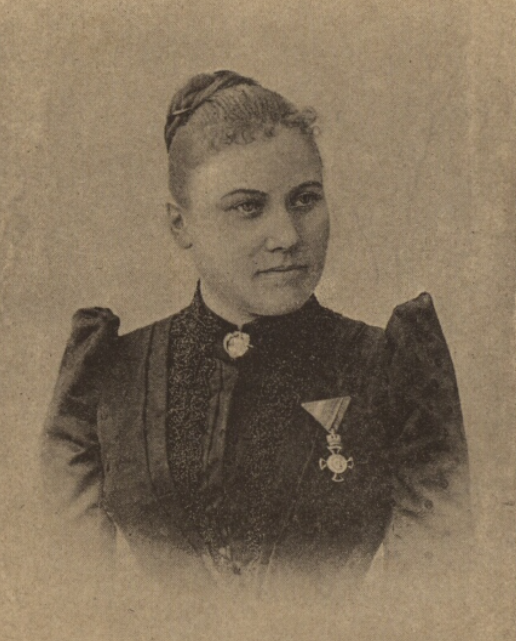
Růžena (Rosa) Holubová, Holubova asistentka, později manželka a spolupracovnice

Narodil se v Holicích v rodině lékaře Františka Holuba a jeho manželky Anny, rozené Ebertové. V roce 1857 se rodina přestěhovala do Pátku nad Ohří. V dětství četl africký cestopis Davida Livingstona, který jej podle jeho pozdějších slov silně ovlivnil. První ročník gymnázia studoval na německém reálném gymnáziu v Praze, další ročníky pak na německém gymnáziu v Žatci, kde maturoval v roce 1866. Chtěl studovat přírodní vědy a archeologii, ale na přání otce začal studovat na lékařské fakultě Karlo-Ferdinandově univerzitě, kde 24. února 1872 promoval a získal titul doktor medicíny.

### První africká cesta

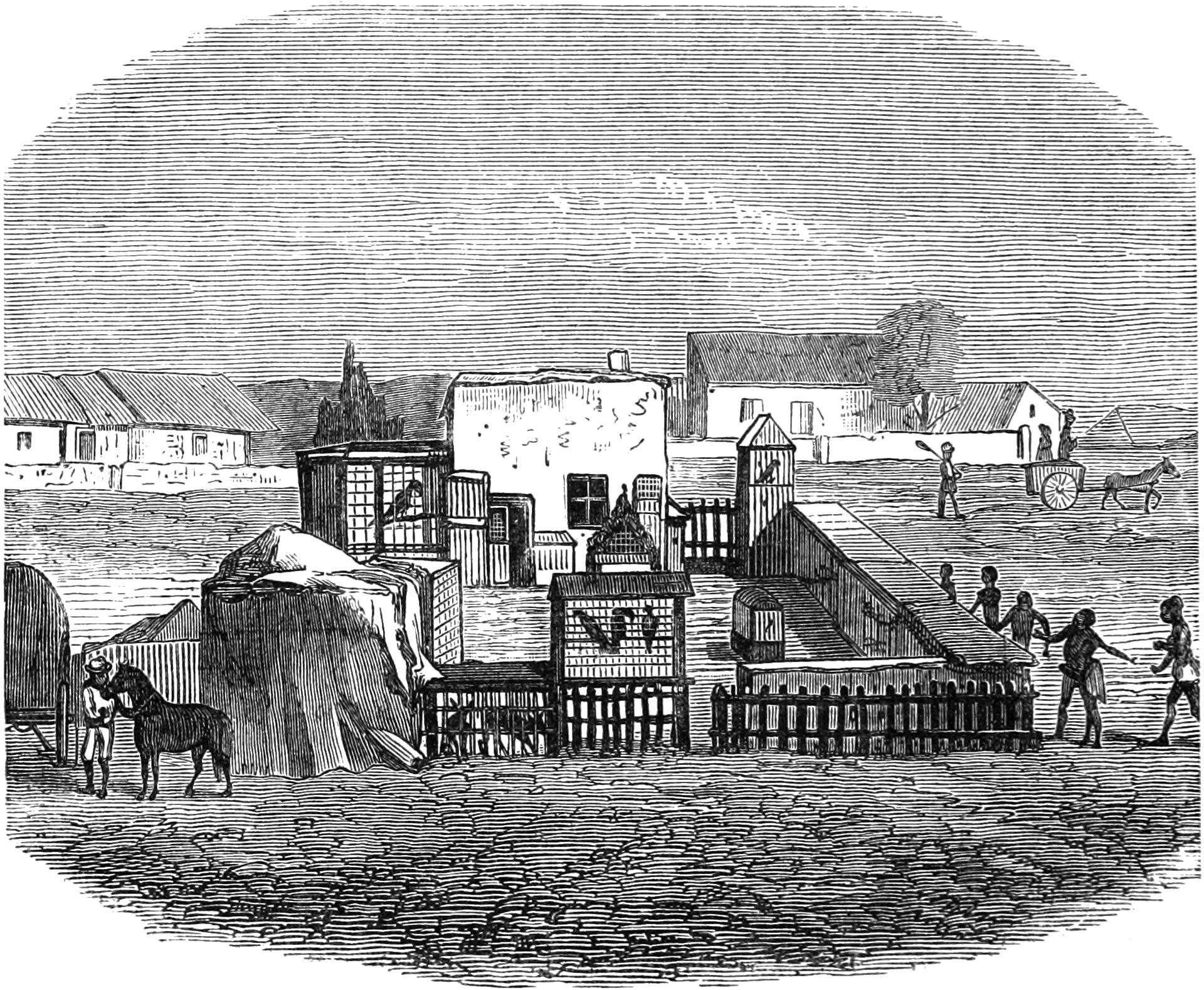
Dům Emila Holuba v Bultfonteinu

Za podpory Vojtěcha Náprstka odjel 18. května 1872 na svou první cestu do jižní Afriky. Vyplul z anglického Southamptonu a po krátkém mezipřistání v Kapském Městě se vylodil 8. července v Port Elizabeth. Díky doporučení tamějšího rakouského konzula Adlera zde začal pracovat jako lékař v evropských rodinách. 26. srpna 1872 odešel vykonávat lékařskou praxi v městě Dutoitspan (nyní předměstí Beaconsfield v Kimberley) mezi hledači diamantů. V březnu 1873 se přidal ke konvoji místních lovců na dvouměsíční cestu – „vědecké safari“ na území bečuánských kmenů, kde získal první zkušenosti s domorodci a výstrojí. Sestavil přírodovědnou sbírku, kterou ve dvaceti bednách odeslal Náprstkovi do Prahy.

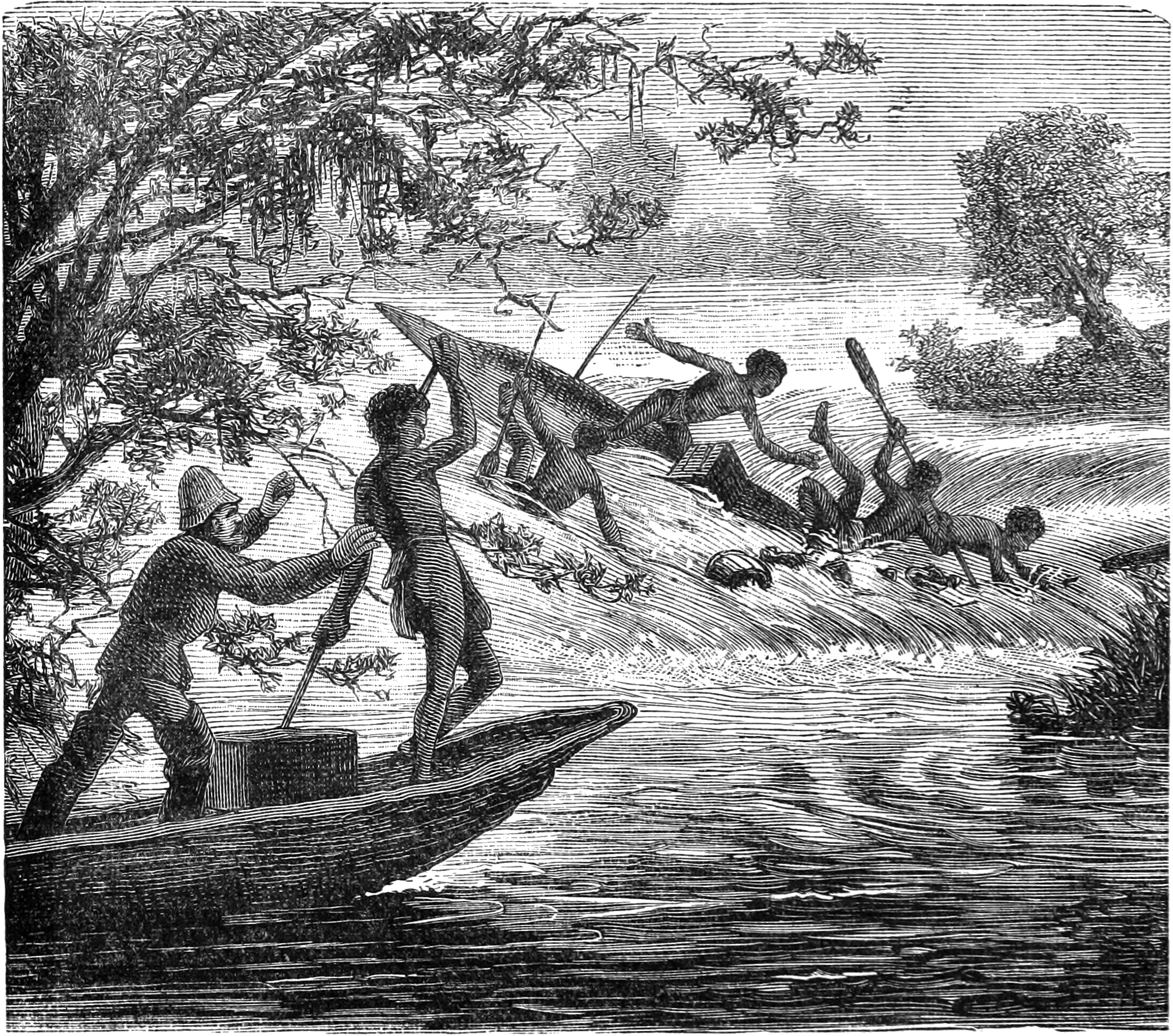
Ztroskotání na Zambezi

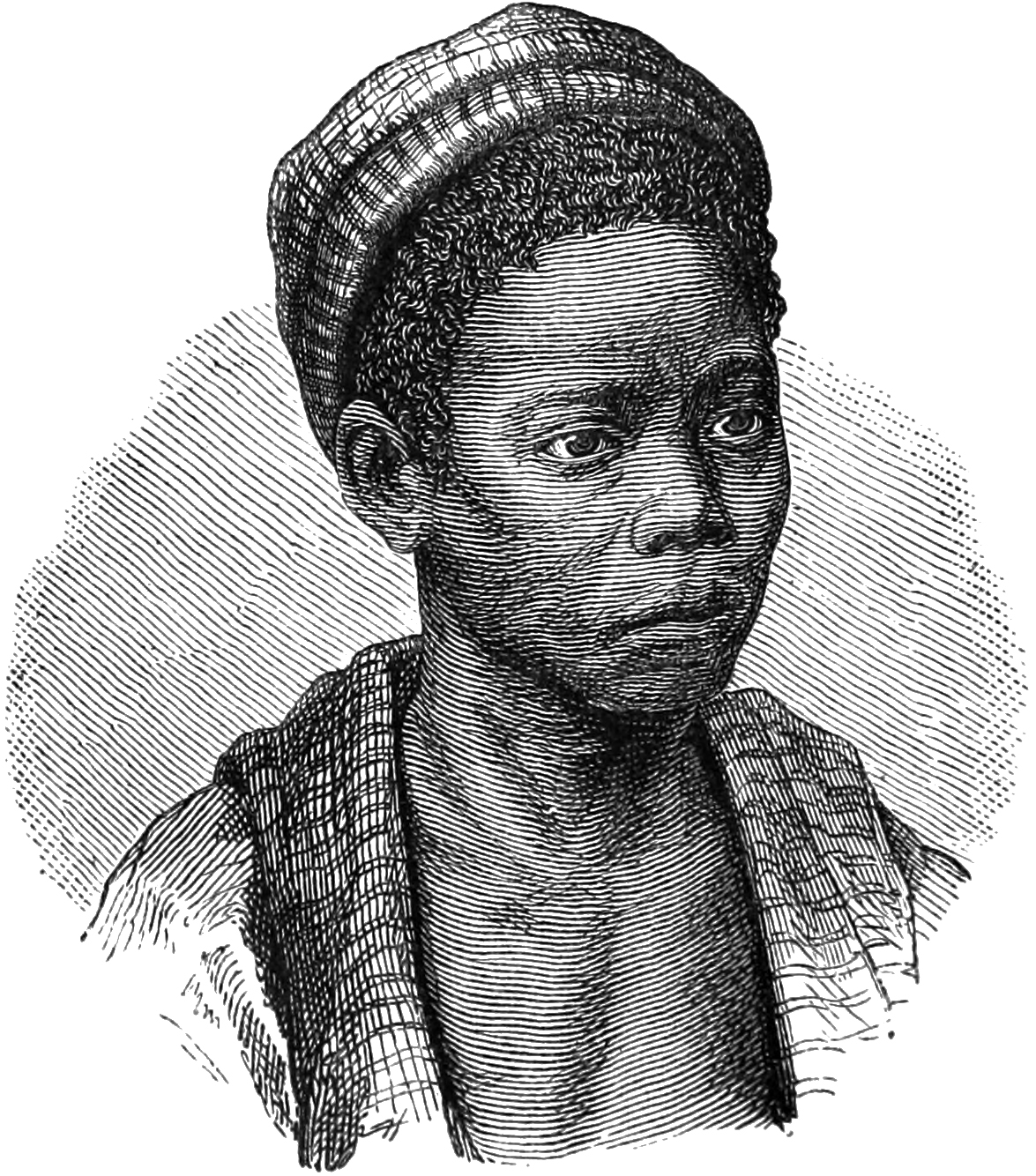
Bella, bečuánské děvčátko, které přivezl z první cesty, vrátilo se zpět spolu s druhou výpravou

Dne 3. listopadu 1873 vyrazil na druhou vědeckou výpravu se zaměřením na sbírku etnografických materiálů, z níž se vrátil 7. dubna 1874. Probádal východní okraj pouště Kalahari a navštívil Šošong, hlavní sídlo bečuánského kmene Bamangwatů. Zpět se vracel podél řeky Limpopo. Třetí expedici vykonal od 2. března 1875 do listopadu 1877, při níž podnikl cestu k řece Zambezi a zpracoval první detailní mapu oblasti Viktoriiných vodopádů. Dorazil až do Šešeke, hlavního sídla kmene Loziů (Bartostů, Maruců), kde se setkal s jejich králem Sipopem. Sipopo byl krutý tyran, ale Holuba si oblíbil a poskytl mu prostředky na plavbu po řece Zambezi. Ta však neskončila příliš šťastně, neboť Holub i s domorodým doprovodem ztroskotal v peřejích, kde se utopily jeho sbírky, cestovní deníky i několik domorodých veslařů.
Po tomto neúspěchu se Holub rozhodl k návratu. 5. srpna 1879 se vydal na zpáteční cestu do Evropy. Do Prahy s sebou vzal i bečuánskou dívku Bellu. Vrátil se 18. října téhož roku a začal přednášet po celém území Rakouska-Uherska a psát články. Napsal a vydal první knižní popis Viktoriiných vodopádů, vydaný anglicky v Grahamstownu roku 1879. Na Střeleckém ostrově uspořádal velkou výstavu. V letech 1880–1881 vydal cestopis Sedm let v jižní Africe – příhody, výzkumy a lovy na cestách mých od polí diamantových až k řece Zambezi (1872–1879). Dne 2. listopadu 1883 se ve Vídni oženil s osmnáctiletou dívkou Rosou (Růženou) Hofovou (1865–1958).

### Druhá africká cesta

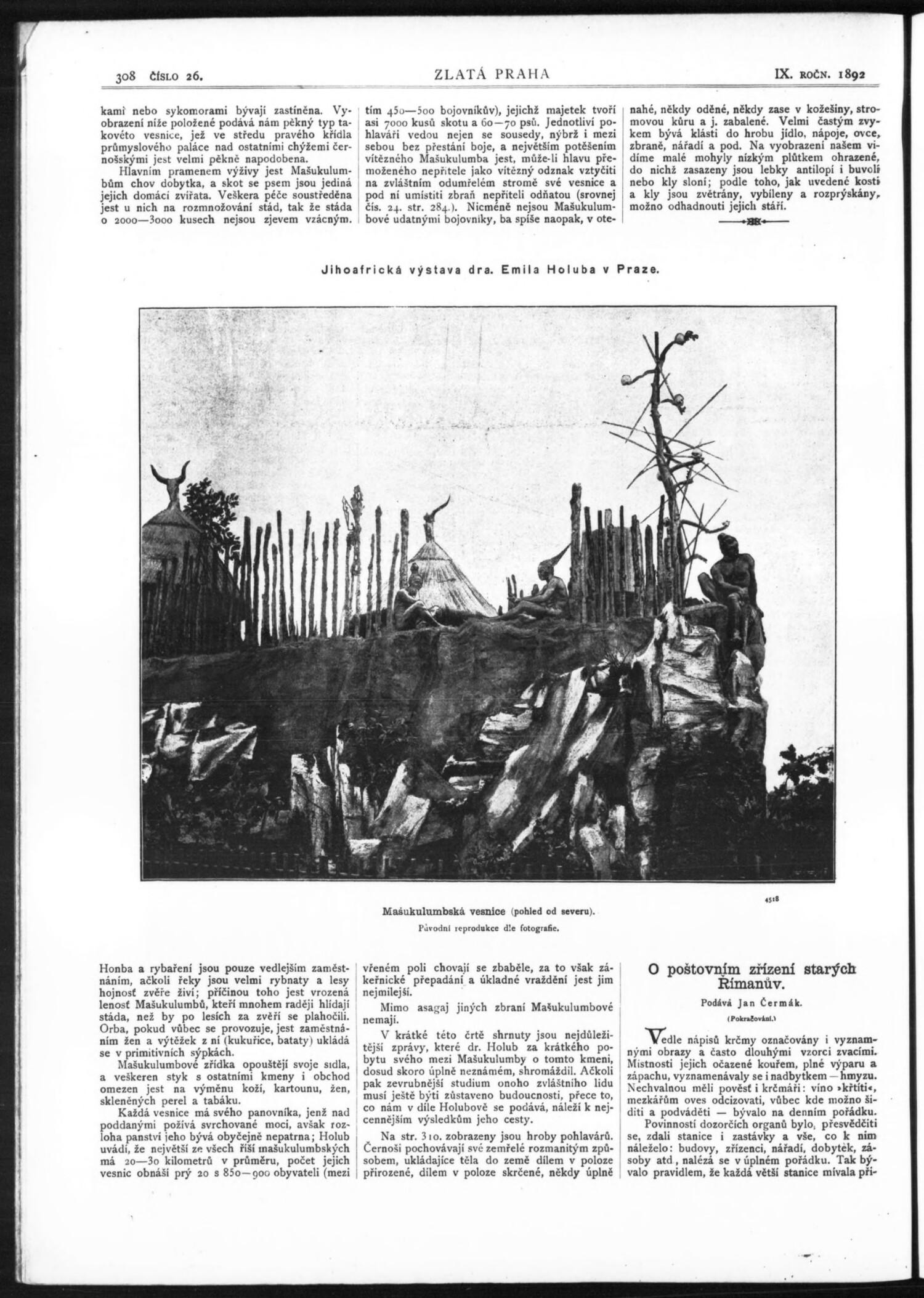
Výstava Emila Holuba 1892 – Mašukulumbská vesnice

Díky podpoře veřejnosti i císařského dvora připravoval druhou cestu do Afriky, při níž chtěl z Kapského Města projít celým kontinentem až do Káhiry. V případě komplikací by se obrátil k východu na pobřeží Indického oceánu. Vyplul 22. listopadu 1883 a 22. prosince přistál v Kapském Městě. Provázela jej manželka Růžena (Rosa) a šest mužů, které si vybral pomocí konkurzu: Josef Špíral ze Šťáhlav (1845–1886), Antonín Halouska z Rajhradu (1860–1901)[zdroj?], Osvald Söllner (??–1886) a Karel Bukač z Vídně (??–1886), Ignác Leeb (1857–1902) z dolnorakouského Harmansdorfu a János Fekete (1859–1894) z maďarského Csongrádu. Každý muž z této šestice ovládal alespoň dvě užitečná řemesla. Rosa pak měla talent na jazyky (mj. se naučila česky a anglicky), schopnost vyjednávat a uměla také dobře střílet z pušky.
Expedice směřovala z Kapského Města přes řeky Oranje a Vaal do země Bečuánců a Bamangwatů v dnešní Botswaně a dále přes území Loziů (Maruců), Supiů (Mašupiů a Tongů (Matoků) do dnešní Zambie. Na cestě došlo k mnohým nesnázím, jako byl např. úhyn tažných volů po požití jedovatých rostlin, expedice byla poté odkázána pouze na služby domorodých nosičů. Josef Špíral a Karel Bukač zemřeli na malárii nedaleko Viktoriiných vodopádů. Kvůli špatnému zdravotnímu stavu poslal Holub Antonína Halouska domů. V létě roku 1886 Holub opustil území Tongů a vydal se do země bojovných Mašukulumbů (Ilů), kteří nosili zvláštní špičaté účesy. Holub byl prvním Evropanem, který navštívil jejich území. 2. srpna 1886 bojovní Mašukulumbové přepadli Holubův tábor u vesnice Galulongy a zabili Osvalda Söllnera. Zároveň ukradli podstatnou část zásob, zničili sbírky i deníkové záznamy. Holub s manželkou a zbývajícími dvěma pomocníky museli uprchnout zpět na území Tongů. Zde byl Ignác Leeb těžce zraněn levhartem a Holub i jeho manželka vážně onemocněli. V cestě už Holub nemohl pokračovat a musel se vrátit zpět. Koncem září roku 1887 přijel do Čech.
Během expedice se Růžena aktivně účastnila chodu expedice: prováděla měření, odchyt a pozorování zvěře, obstarávala potraviny, posléze se stala administrátorkou expedice. Při napadení tábora kmenem Mašukulumbů hájila tábor s ostatními střelbou.
Přes všechny potíže se Holubovi podařilo shromáždit mnoho přírodovědného i etnografického materiálu a poznatků, které byly oceňovány ve vědeckých kruzích v českých zemích, v Německu, Francii a Anglii. Plánoval ještě třetí výpravu do Afriky v roce 1889. Tentokrát měl zamířit na popud Leopolda II. do Belgického Konga. Zdravotní stav mu to již nedovolil.

### Po návratu z druhé africké cesty
Vydal knihu Druhá cesta po Africe – Z Kapského Města do země Mašukulumbů. Uspořádal dvě velké výstavy (1891 ve Vídni a 1892 v Praze), které navštívilo 190 000 návštěvníků. Zájem veřejnosti byl sice mimořádný, pro nízké vstupné však výstavy skončily finanční ztrátou. Nepodařilo se mu získat prostor pro trvalé umístění svých sbírek (okolo 13 000 předmětů) a začal je po částech rozprodávat do zahraničí, nebo je i daroval muzeím, vědeckým institucím a školám. V roce 1894 odjel na dva roky přednášet do USA, po návratu žil se svou ženou převážně ve Vídni. V Africe překonal malárii a další tropické nemoci, které se negativně projevily na jeho zdravotním stavu.

### Úmrtí
V posledním roce života se k těmto komplikacím přidala i rakovina, jíž podlehl 21. února 1902. Pohřben byl 24. února 1902 v „čestném hrobě“ (Ehrengrab) na Vídeňském ústředním hřbitově (Wiener Zentralfriedhof) –  skupina 14 A, číslo 11.

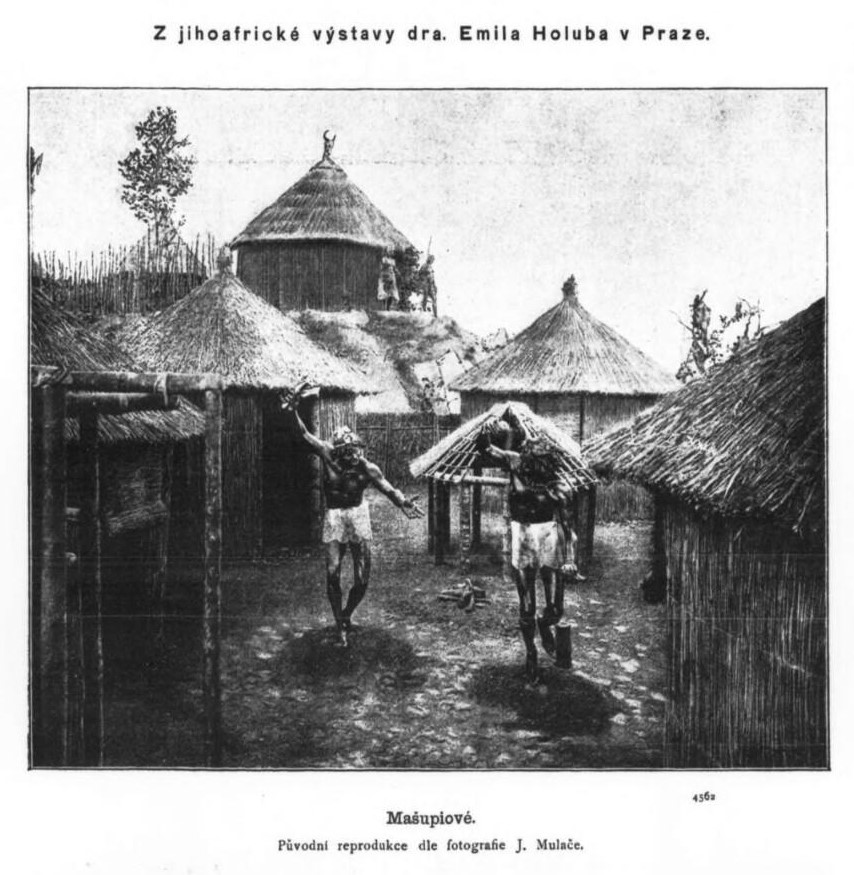
Výstava Emila Holuba 1892 – Mašupiové

### Po smrti
Rosa Holubová s manželem žila ve Vídni až do jeho smrti. V roce 1920 jí město Holice udělilo čestné občanství a domovské právo, v roce 1947 jí bylo navráceno československé občanství.
Konec života prožila se svou sestrou v Hietzingu u Vídně a několikrát navštívila Československo. V roce 1957 ji ve vídeňském bytě navštívili cestovatelé Miroslav Zikmund a Jiří Hanzelka. Zemřela 28. září 1958 ve věku 93 let a v závěti odkázala zbylé věci po manželovi Holicím. Je pochována spolu s Emilem Holubem ve Vídni.

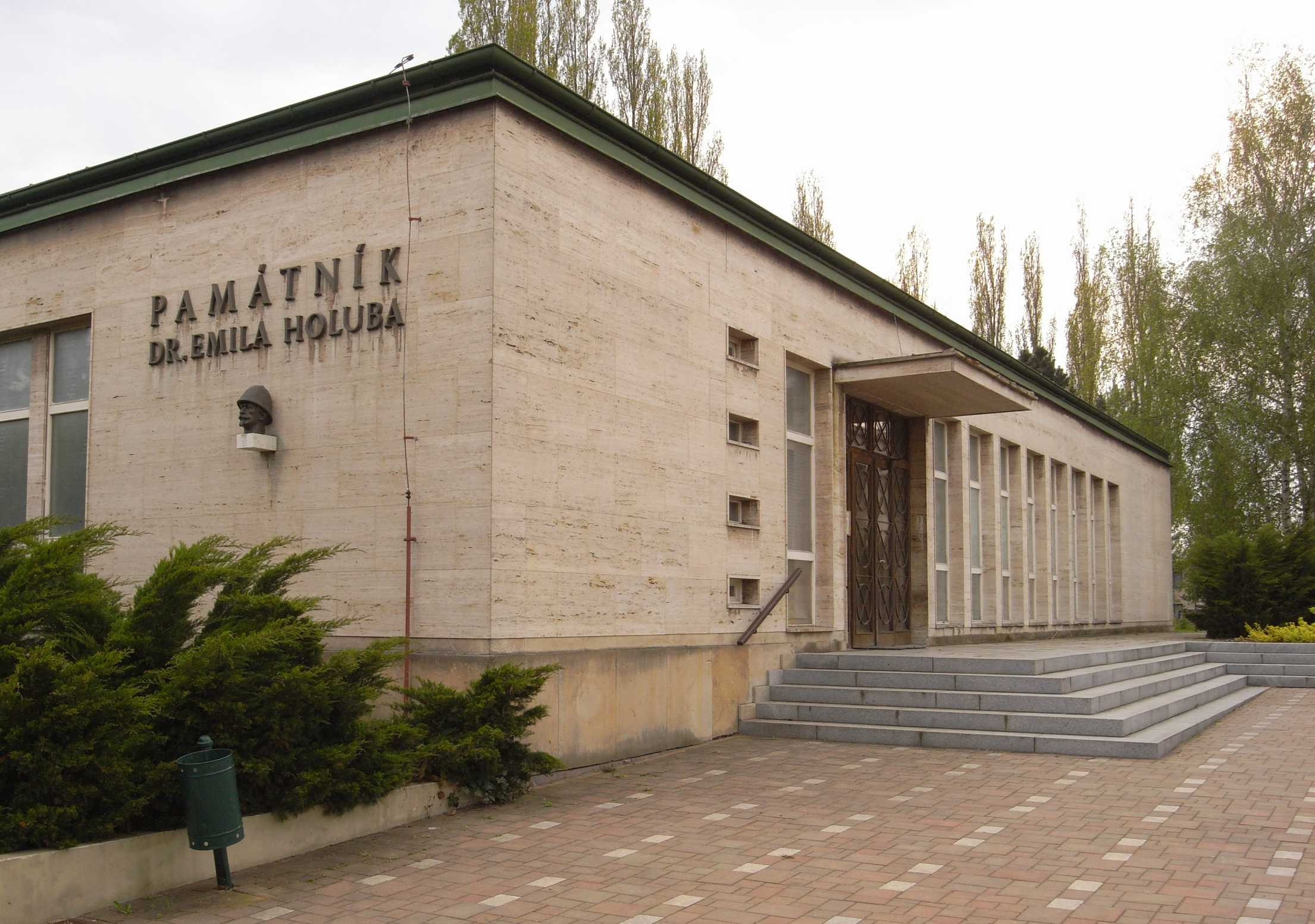
Africké muzeum Dr. Emila Holuba v Holicích

## Dílo

### Sbírky
- hlavní soubor sbírek je v Africkém muzeu v Holicích, otevřeném roku 1970.
- Osobní doklady, deníky, zápisníky, diplomy, kresby, fotografie, výstřižky jsou v Náprstkově muzeu v Praze
- jednotliviny jsou v muzeích ve Vídni

### Publikace
Národní knihovna ČR eviduje 29 odborných publikací, jejichž autorem je Emil Holub a které byly vydány za jeho života. Během prvního pobytu v Africe vydal dvě publikace anglicky, dále už pak převážně česky a německy (často vycházely ve stejném roce obě jazykové mutace).
První českou knihu Emila Holuba vydal J. Otto v roce 1880: Sedm let v jižní Africe : příhody, výzkumy a lovy na cestách mých od polí diamantových až k řece Zambesi : (1872–1879). Díl prvý
Posmrtných vydání se díla Emila Holuba dočkala až po druhé světové válce, kdy v roce 1948 vydali Toužimský a Moravec Černý ráj: Příjezd do jižní Afriky a první cesta – První část cestopisu Sedm let v jižní Africe : (1872–1873) a v roce 1952 vydala Osvěta Praha reprint vydání z roku 1881 Velké dobrodružství : cesta po Zambezi (výzdoba knihy Karel Liebscher). V dalších letech pak vyšly knihy Emila Holuba též v němčině, angličtině a ruštině.

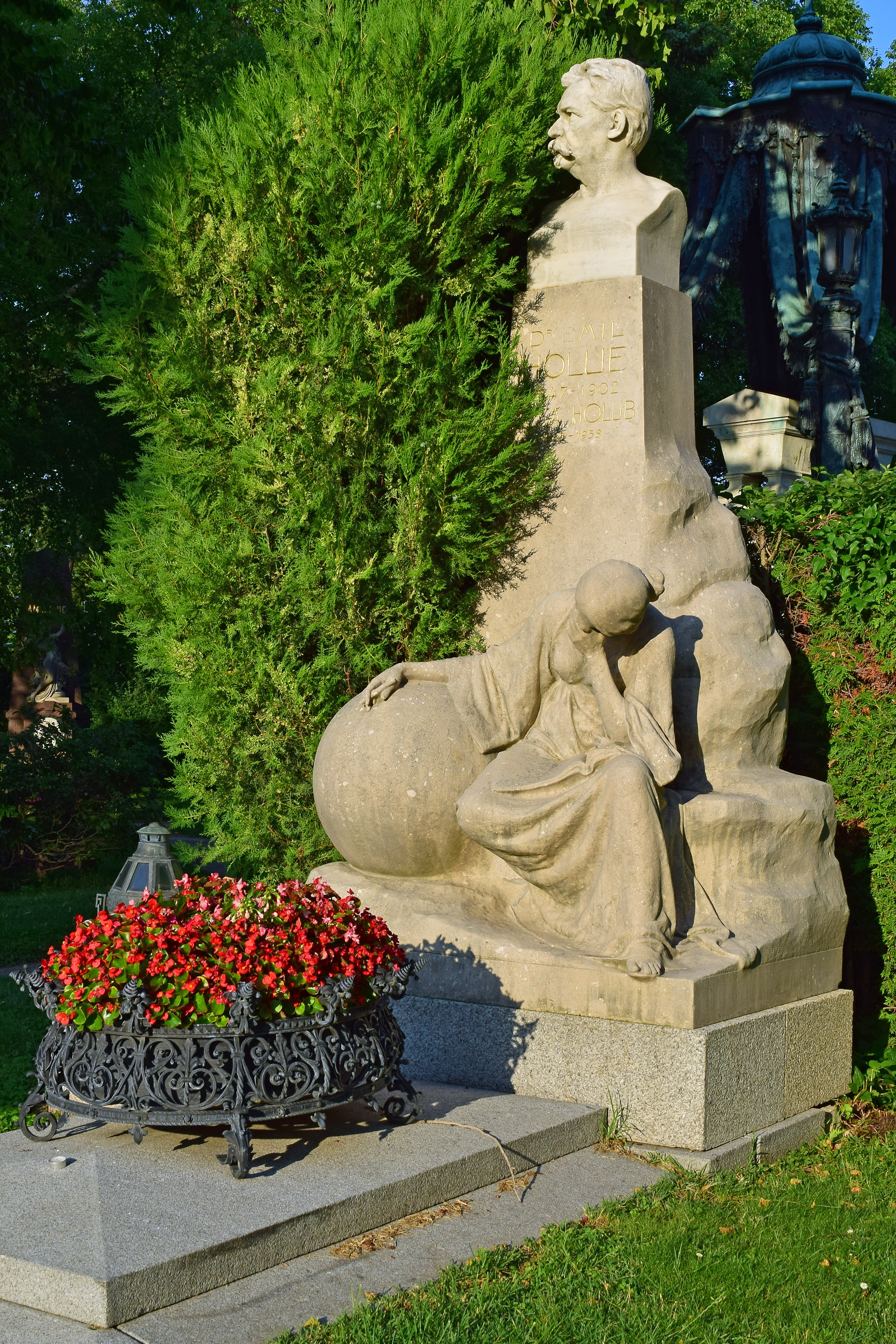
Náhrobek na Vídeňském ústředním hřbitově

## Pocty a odkazy v kultuře

### Film
- Podle románu Edvarda Valenty Druhé housle natočil v roce 1952 režisér Miloš Makovec film Velké dobrodružství. Emila Holuba hrál Otomar Krejča, Růženu Holubovou Antonie Hegerlíková.[12]
- Emil Holub s manželkou Růženou se též objevili v anekdotické sekvenci filmu Jára Cimrman ležící, spící (1983, režie Ladislav Smoljak). Emila Holuba hrál Jiří Zahajský, Růženu Holubovou Nina Divíšková.[13][14]
- V roce 1998 natočila Česká televize dokumentární film Po stopách Emila Holuba[15]

### Sochy
- Pomník od Jindřicha Soukupa byl odhalen roku 1949 v Holicích.
- Pomník z černého mramoru s bustou Emila Holuba od zimbabwského sochaře Last Mahwahwa byla odhalena ke 130. výročí od první návštěvy Viktoriiných vodopádů, z iniciativy Velvyslanectví ČR v Harare před Národním muzeem Zambie ve městě Livingstone (na zambijské straně vodopádů. Sochu slavnostně odhalili [16] velvyslanci České republiky Jaroslav Olša, jr. a Rakouské republiky Michael Brunner.
- Busta Emila Holuba je v Náprstkově muzeu v Praze.

### Ostatní
- Řád železné koruny III. třídy.[18]
- Rytíř Řádu Františka Josefa[19]

- V roce 1993 věnovala česká pubrocková kapela Tři sestry Emilu Holubovi píseň Lidojedi[20] (zařazena do alba Švédská trojka).
- 31. ledna 1999 získává gymnázium v Holicích čestný název Gymnázium Dr. Emila Holuba.
- 20. února 2002 Česká národní banka vydala stříbrnou minci nominálu 200 Kč k připomenutí 100 let od úmrtí Dr. Emila Holuba.
- V letech 2002–2006 zorganizovalo Velvyslanectví ČR v Harare [21] řadu akcí spjatých s propagací Emila Holuba [21]
- V roce 2005 jej hlasy diváků ČT umístily na 90. místo v anketě Největší Čech.

## Zajímavost
Emil Holub byl filatelista, byl členem nejstaršího českého klubu – Klubu českých filatelistů – později Klub 001. Byl zobrazen na československých známkách z roku 1952 a na české známce z roku 2007. K oběma výročím byla vydána i obálka prvního dne.

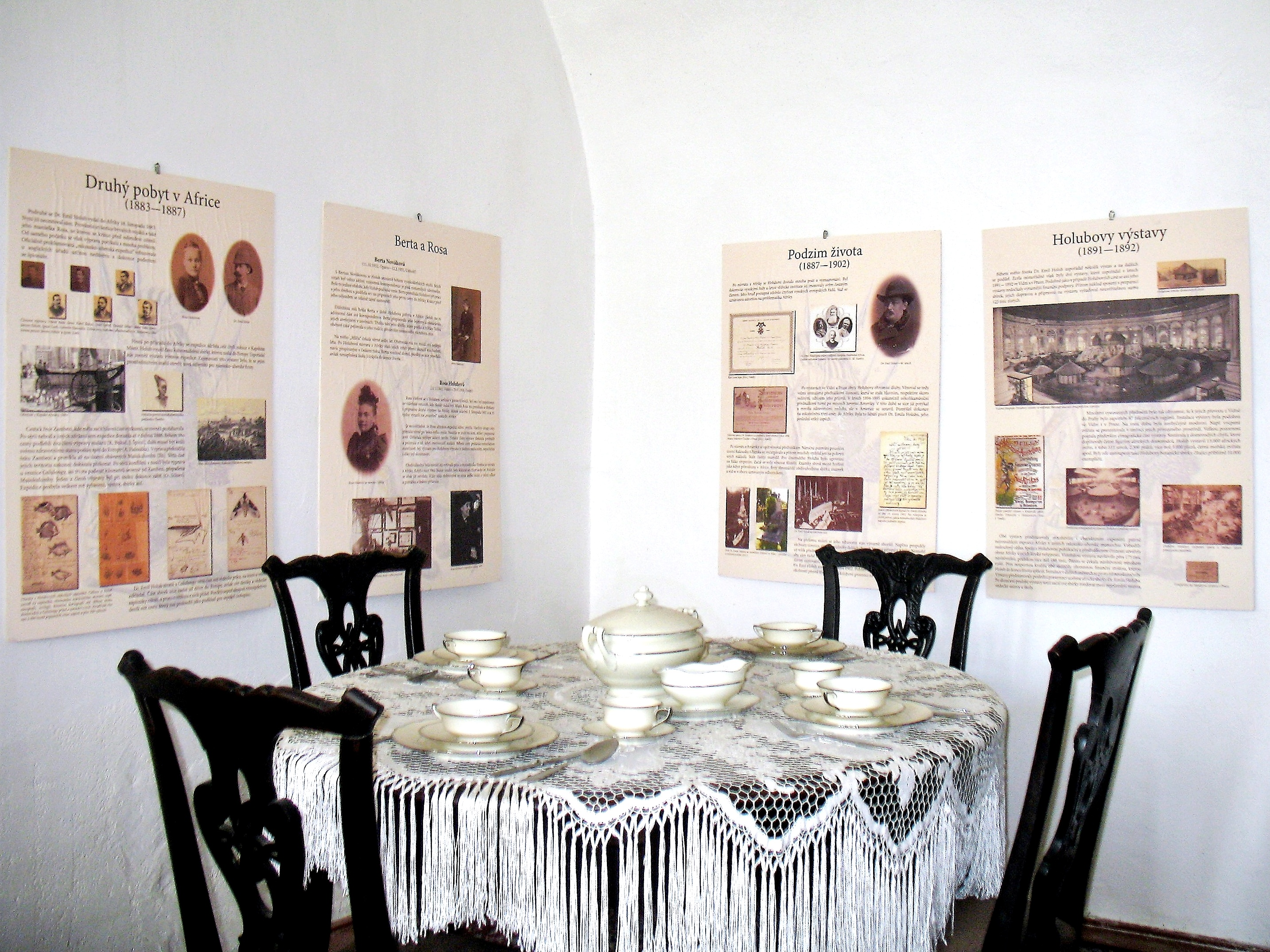
Expozice na zámku v Pátku nad Ohří v okrese Louny

## Výstavy věnované Emilu Holubovi
- Jižní Afrika, Z cestopisného deníku Emila Holuba (1996) – Náprstkovo muzeum asijských, afrických a amerických kultur, Praha
- Afrika očima Emila Holuba (2002) – Národní knihovna České republiky – Klementinum, Praha
- Dr. Emil Holub 100 let od úmrtí významného českého cestovatele (2002) – Okresní muzeum, Sokolov
- Emil Holub – česko-rakouský cestovatel (2004–2005) – Livingstone, Limulunga, Lusaka (Zambie); Pretoria, Kimberley (JAR); Bulawayo (Zimbabwe)
- Dr. Emil Holub – africký cestovatel (realizace výstavy Památník Dr. Emila Holuba v Holicích a Společnost přátel Afriky, 2009–2013) – Regionální muzeum, Litomyšl; Muzeum Kroměřížska, Kroměříž; Zoo Ohrada, Hluboká nad Vltavou; Galerie Na kolonádě Léčebných lázní Bohdaneč; Galerie Českého centra, Brusel; Muzeum v Moravské Třebové; ZOO Plzeň; České centrum, knihovna Fili, ZOO, Moskva; ZOO Liberec
- Dr. Emil Holub – příběh cestovatele (2012, 2013, 2014, 2015) – Náprstkovo muzeum asijských, afrických a amerických kultur, Praha; Pátek (zámek)
- Emil Holub a Slapy Viktoriiny (2012) – Regionální muzeum K. A. Polánka v Žatci (autor Marie Imbrová)
- Holubovo putování jižní Afrikou (2017) – Oblastní muzeum v Lounech
- Tam za řekou Zambezi (2020) – Regionální muzeum K. A. Polánka v Žatci (autor Marie Imbrová)
- Expozice na zámku v Pátku u Peruce v okrese Louny
- Emil Holub (2023–2024) – Náprstkovo muzeum asijských, afrických a amerických kultur, Praha